# 四帝之年

公元68年﹣69年的罗马帝国

四帝之年是指在公元69年時，羅馬帝國在一年中出現了四位皇帝。這四位皇帝就是罗马皇帝加尔巴（Galba）、奧托（Otho）、维特里乌斯（Vitellius）和韦斯巴芗（Vespasian）。

## 起因
54年，罗马帝国历史上著名的暴君尼禄即位。在初期短暂的善政过后，尼禄开始滥用权力，一连串的暴政之下，68年4月，路格杜努·高卢的行省长官蓋烏斯·尤利烏斯·文德克斯首先举兵，这时候，塔拉哥·西班牙行省的长官加尔巴截获尼禄打算处死他的命令，加尔巴因此决定支持文德克斯，亦起兵造反。但温代克斯卻被尼禄所遣的上日耳曼总督盧基烏斯·維吉尼烏斯·魯弗斯镇压，但在温代克斯被镇压前罗马城里已經是谣言四起，尼禄被迫出逃东方，并在逃亡路上自杀。面对文德克斯兵败的消息，加尔巴几乎崩溃，决定自杀。就在此时，传来尼禄自杀的消息，随即加尔巴又得知全体人民已經向他宣誓效忠，于是他率军进入罗马城。
但加尔巴起兵时军心已然不稳，靠着对手尼禄出逃才得来的帝位是不稳妥的，许多西班牙和高卢的城市曾經迟疑而不肯对他宣誓效忠称帝。在一系列失败的举措下，加尔巴的统治颇不得人心，无力控制局面，导致各地将领拥兵自重。罗马陷入内乱。

## 皇位更迭過程

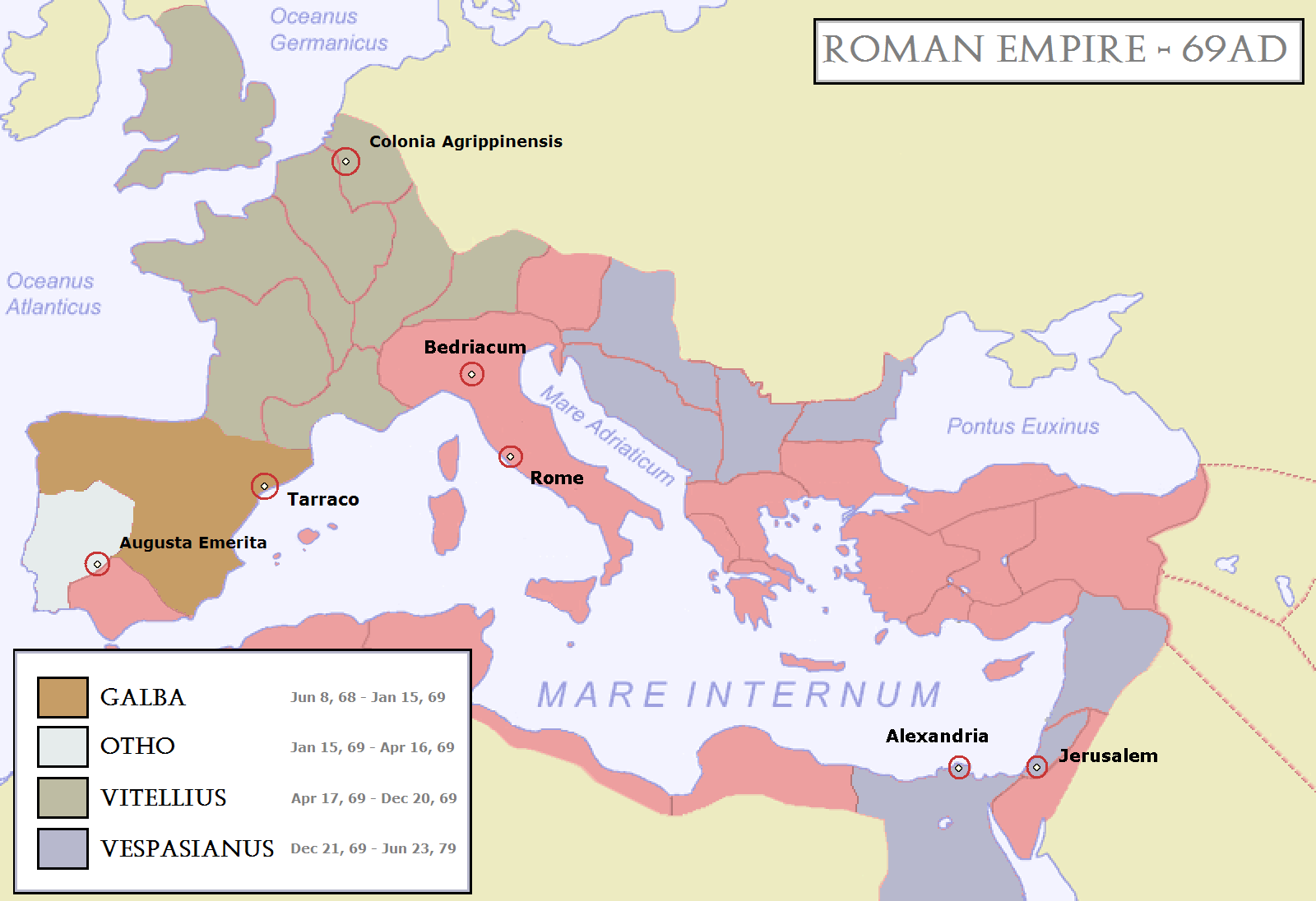
公元69年的羅馬帝國

### 從尼祿到加爾巴
公元68到69年，路格杜努高盧行省長官蓋烏斯·尤利烏斯·文德克斯起兵反抗尼祿，雖然不久就受到羅馬日耳曼軍團的鎮壓，但西班牙行省長官加爾巴趁此時起兵。首都羅馬此時發生混亂，尼祿被迫自殺身亡。加爾巴率兵進入羅馬城，被元老院奉為帝國皇帝。

### 從加爾巴到奧托
加爾巴就任皇帝時已經72歲，因此他立羅馬名門之中的批索·里奇尼亞努斯為他的繼承人。奧托自加爾巴起兵後一直支持他，卻未得到應有的地位，於是唆使不滿加爾巴的禁衛軍與人民反抗。加爾巴在混亂中被暴民殺死在羅馬廣場上，屍體遭到污辱。奧托被擁立為皇帝。

### 從奧托到維特里烏斯
加爾巴在羅馬城就任皇帝時，日耳曼軍團統帥維特里烏斯率兵對抗。他派軍進入義大利時，奧托已經成為新的皇帝。奧托帶領效忠於他的部隊，與進入義大利的維特里烏斯派的日耳曼軍團在貝德里亞庫姆展開會戰。日耳曼軍團獲勝，奧托兵敗自殺。維特里烏斯進入羅馬城，成為新的皇帝。

### 從維特里烏斯到維斯帕先
正在進行猶太平叛戰爭的維斯帕先原本支持加爾巴為皇帝。到維特里烏斯稱帝後，維斯帕先受到東方行省諸將領的擁護，出兵反對維特里烏斯。忠於維斯帕先的部隊，從東方翻越阿爾卑斯山進入義大利，強攻在波河附近的重要據點克雷莫納。攻克克雷莫納之後，待在羅馬的維特里烏斯無險可守。最後，維斯帕先部隊進入羅馬，在巷戰中殲滅對方部隊，維特里烏斯被殺身亡。元老院尊維斯帕先為新皇帝，是弗拉維王朝的開始。

### 後續
这次内战成为后来罗马帝国政治混乱的先声。最嚴重的混亂，即為發生在日耳曼與高盧地區的巴达维亚叛乱。

## 年表

### 68年
- 4月：路格杜努·高盧行省長官溫代克斯起兵反叛皇帝尼祿。
- 5月：日耳曼軍團開赴高盧鎮壓。溫代克斯兵敗身亡。
- 6月：羅馬元老院宣布尼祿為「人民公敵」。9日，尼祿自殺。16日，近西班牙行省長官加爾巴稱帝，元老院承認加爾巴的帝位。
- 10月：加爾巴進入羅馬城，大肆屠殺異己。

### 69年
- 1月1日：上日耳曼軍團拒絕向加爾巴宣誓效忠。
- 1月3日：凱奇納率領上日耳曼軍團，瓦倫斯率領下日耳曼軍團，同時向下日耳曼行省長官維特里烏斯宣誓。維特里烏斯稱帝。
- 1月10日：加爾巴將批索·里奇尼亞努斯過繼成養子。
- 1月15日：奧托受近衛軍擁立為帝。加爾巴、批索被殺害。奧托的帝位受到元老院承認。
- 2月：維特里烏斯進軍義大利。凱奇納率領第廿一軍團、以及第四與第十二軍團的分隊，取道今天位於瑞士的聖伯納隘口；瓦倫斯率領第五軍團、以及第一、第十五和第十六軍團分隊，取道於今日的熱那亞。
- 3月：凱奇納越過阿爾卑斯山。奧托派遣使者到納爾波高盧、阿奎利亞、伊里利庫姆尋得軍團支持，高盧軍與奧托的部隊在貝德里亞庫姆會師。
- 4月6日：瓦倫斯與凱奇納在克雷莫納會師。
- 4月15日：貝德里亞庫姆戰役。奧托派失敗。
- 4月17日：奧托自殺。
- 4月19日：元老院承認維特里烏斯的帝位。
- 6月：維特里烏斯進入羅馬城。
- 7月1日：猶太行省長官維斯帕先，在埃及的亞歷山大城稱帝。
- 7月：東方軍團與聯盟王國支持維斯帕先，有九個軍團向維斯帕先宣誓效忠。敘利亞行省長官木奇亞努斯率領第六軍團與數個分遣中隊向義大利進軍。維斯帕先掌控埃及，使羅馬城有斷糧之虞。安托尼烏斯急行軍，進攻義大利。
- 8月：凱奇納率軍迎戰安托尼烏斯。
- 9月：凱奇納的第一軍團、第廿一軍團與騎兵中隊，在克雷莫納城加強防禦。
- 10月：拉溫納的海軍艦隊投靠維斯帕先。凱奇納計劃倒戈，但被忠於維特里烏斯的將領拘禁。
- 10月27日：第二次貝德里亞庫姆戰役。安托尼烏斯擊退敵軍，維特里烏斯部隊退守克雷莫納。安托尼烏斯增援部隊到達，強攻克雷莫納。
- 10月28日：克雷莫納攻陷。維特里烏斯派的軍隊投降。
- 11月：瓦倫斯在摩納哥尋求援軍時被俘，西班牙、高盧、不列顛投靠維斯帕先。維特里烏斯掌有十四個近衛中隊、海軍艦隊與數支騎兵。
- 12月：安托尼烏斯連下二城，逼近羅馬城。
- 12月17日：維特里烏斯宣布願意退位。
- 12月19日：羅馬城騷動，卡匹托利山丘的神殿焚燬，撒比努斯（維斯帕先的兄長）被維特里烏斯下令處決。
- 12月21日：安托尼烏斯攻下羅馬城，維特里烏斯受縛及被殺。當時留在城裡的維斯帕先之子圖密善就任凱撒。

### 70年
- 1月：坎帕尼亞的維特里烏斯派宣布投降。木奇亞努斯大軍進入羅馬。維斯帕先與其子提圖斯擔任執政官。